# Citizen Cup 1993
Citizen Cup — жіночий тенісний турнір, що проходив на відкритих кортах з ґрунтовим покриттям Am Rothenbaum у Гамбургу (Німеччина). Належав до турнірів 2-ї категорії в рамках Туру WTA 1993. Відбувсь усьому і тривав з 26 квітня до 2 травня 1993 року .

## Поранення Селеш
Цей турнір зажив недоброї слави як місце, де було завдано ножового поранення тодішній 1-й ракетці світу Моніці Селеш. Запеклий уболівальник Штеффі Граф поранив Селеш під час чвертьфінального матчу проти Магдалени Малеєвої. Цей випадок змусив організаторів майбутніх змагань посилити заходи безпеки. Селеш повернулася до професійного тенісу лише в серпні 1995 року й більше ніколи не грала в Німеччині.

## Учасниці

### Сіяні учасниці
| Країна    | Гравчиня                 | Рейтинг | Сіяна |
| --------- | ------------------------ | ------- | ----- |
| YUG       | Моніка Селеш             | 1       | 1     |
| Німеччина | Штеффі Граф              | 2       | 2     |
| Іспанія   | Аранча Санчес Вікаріо    | 3       | 3     |
| Чехія     | Яна Новотна              | 9       | 4     |
| Швейцарія | Мануела Малєєва-Франьєре | 11      | 5     |
| Німеччина | Анке Губер               | 10      | 6     |
| Болгарія  | Магдалена Малеєва        | 14      | 7     |
| Болгарія  | Катарина Малеєва         | 17      | 8     |

### Інші учасниці
Нижче наведено гравчинь, які пробились в основну сітку через стадію кваліфікації:
- Петра Бегеров
- Беате Райнштадлер
- Марія Страндлунд

Нижче наведено гравчинь, які потрапили в основну сітку як щасливий лузер:
- Брюховець Олена Вікторівна

## Фінальна частина

### Одиночний розряд
Аранча Санчес Вікаріо —  Штеффі Граф, 6–3, 6–3
- Для Санчес Вікаріо це був четвертий титул за сезон і дванадцятий - за кар'єру.

### Парний розряд
Штеффі Граф /  Ренне Стаббс —  Лариса Нейланд /  Яна Новотна, 6–4, 7–6(7–5)